# Rów Yap

Rów Yap (w SE części mapy).

Rów Yap (ang. Yap Trench lub West Caroline Trench) – rów oceaniczny w zachodniej części Oceanu Spokojnego, na wschód od wysp wulkanicznych Yap (Guap) o długości ok. 650 km. Głębokość rowu dochodzi do 8527 m. Wchodzi w skład systemu rowów oceanicznych tworzących zachodnie obrzeżenie płyty pacyficznej.